# Seth Scott
Seth Scott (Orem, 2 novembre 1981) è un ex cestista statunitense.

## Carriera
Con gli Stati Uniti ha disputato i Campionati americani del 2001.